# Roy Adler
Roy Lee Adler (22 février 1931 - 26 juillet 2016) est un mathématicien américain, spécialiste de dynamique symbolique.

## Biographie
Adler obtient son Ph.D. en 1961 à l'université Yale sous la direction de Shizuo Kakutani (titre de la thèse : On some algebraic aspects of measure preserving transformations. Il travaille ensuite chez IBM au Thomas J. Watson Research Center.

## Recherche
Les recherches d'Adler portent sur les systèmes dynamiques, la théorie ergodique, la dynamique symbolique et topologique, et la théorie des codes. Le problème du coloriage des routes qui a été résolu par Avraham Trahtman en 2007, a été posé par lui, avec L. Wayne Goodwyn et  Benjamin Weiss. Il a fait des contributions sur l'entropie topologique, est partitions de Markov et l'usage de la dynamique symbolique pour des problèmes de codage en théorie de l’information.
Adler a développé un algorithme de conception de codes qui satisfont des contraintes de codage et de canaux de transmission. Un article sur ce sujet, avec Don Coppersmith et Martin Hassner a obtenu le Best Paper prize du IEEE Information Theory Group en 1985. D'autres récompenses sont le Fourth Plateau Invention Achievement award et deux Research Outstanding Innovation awards d'IBM.
Adler est élu inaugural fellow de l'American Mathematical Society et, en 1998 il est élu membre de l’American Academy of Arts and Sciences. et aussi membre de la New York Academy of Arts and Sciences.

## Publications (sélection)
- [1965] Roy L. Adler, Alan Konheim et M. H. McAndrew, « Topological Entropy », Transactions Amer. Math. Soc., vol. 114,‎ 1965, p. 309-319.
- [1967] Roy L. Adler et Benjamin Weiss, « Entropy, a complete metric invariant for automorphisms of the torus », Proc. Natl. Acad. Sci. U.S.A., vol. 57,‎ 1967, p. 1573–1576.
- [1970] Roy L. Adler et Benjamen Weiss, Similarity of automorphisms of the torus, coll. « Memoirs of the American Mathematical Society » (no 98), 1970, ii+48 (ISBN 978-1-4704-0048-4, MR 0257315).
- [1977] Roy L. Adler, L. Wayne Goodwyn et Benjamen Weiss, « Equivalence of topological Markov shifts », Israel J. Math., vol. 27, no 1,‎ 1977, p. 49-63 (MR 0437715).
- [1977] Roy L. Adler, Charles Tresser et Patrick A. Worfolk, « Topological conjugacy of linear endomorphisms of the 2-torus », Transactions Amer. Math. Soc., vol. 349,‎ 1977, p. 1633–1652.
- [1979] Roy L. Adler et Brian Marcus, Topological entropy and equivalence of dynamical systems, coll. « Memoirs of the American Mathematical Society » (no 219), 1979, iv+84 (ISBN 978-0-8218-2219-7, MR 533691, lire en ligne).
- [1983] Roy L. Adler, Don Coppersmith et Martin Hassner, « Algorithms for sliding block codes - An application of symbolic dynamics to information theory », IEEE Transactions on Information Theory, vol. 29, no 1,‎ 1983, p. 5–22 (DOI 10.1109/TIT.1983.1056597).
- [1992] Roy L. Adler et Peter Walters (éditeurs), Symbolic Dynamics and Its Applications, American Mathematical Society, coll. « Contemporary mathematics » (no 135), 1992, 451 p. (ISBN 978-0-8218-5146-3, lire en ligne) — Festschrift pour le 60e anniversaire d'Adler.
- [1998] Roy L. Adler, « Symbolic dynamics and Markov partitions », Bulletin Amer. Math. Soc., vol. 35, no 1,‎ 1998, p. 1-57 (lire en ligne).

- Entrée Topological Entropy dans Scholarpedia